# Richha
Richha é uma cidade e uma nagar panchayat no distrito de Bareilly, no estado indiano de Uttar Pradesh.

## Geografia
Richha está localizada a 28° 42′ N, 79° 31′ L. Tem uma altitude média de 177 metros (580 pés).

## Demografia
Segundo o censo de 2001, Richha tinha uma população de 17,482 habitantes. Os indivíduos do sexo masculino constituem 53% da população e os do sexo feminino 47%. Richha tem uma taxa de literacia de 37%, inferior à média nacional de 59.5%: a literacia no sexo masculino é de 45% e no sexo feminino é de 28%. Em Richha, 18% da população está abaixo dos 6 anos de idade.